# Знак слёта СА в Брауншвейге
Знак слёта в Брауншвейге, также известный как Знак слёта СА в Брауншвейге 1931 года (нем. Das Abzeichen vom SA — Treffen in Braunschweig 1931), — награда национал-социалистической партии Германии (НСДАП), учреждённая постановлением от 6 ноября 1936 года в память слёта СА в Брауншвейге, Нижняя Саксония, 17—18 октября 1931 года.

## Слёт

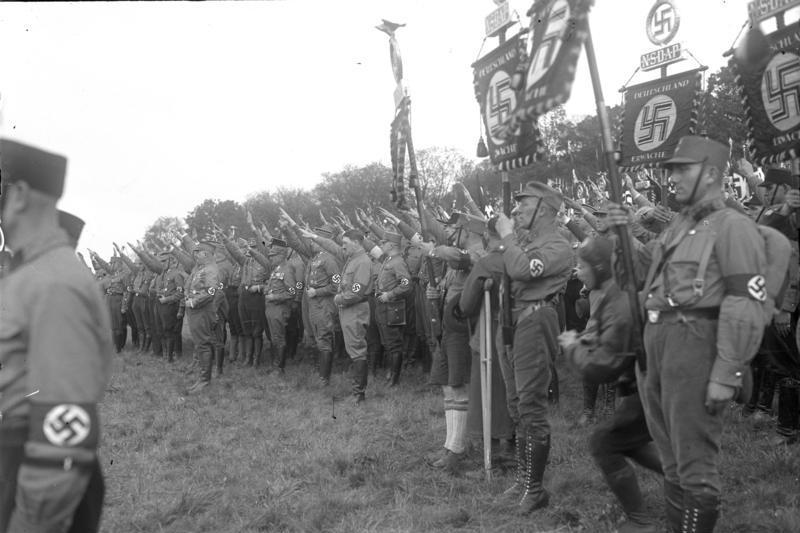
Митинг в Брауншвейге

Само мероприятие представляло собой совместный митинг бойцов Штурмовых отрядов (СА) и Отрядов охраны (СС), организованный с целью продемонстрировать мощь НСДАП и верность своему лидеру, Адольфу Гитлеру, тогда ещё не занявшего канцлерское кресло. Во время шестичасового парада напротив Гитлера прошли 104 000 бойца СА и СС, а также впервые был продемонстрирован Национал-социалистический механизированный корпус.
Митинг в Брауншвейге был организован группой СА «Норд» под руководством тогдашнего группенфюрера СА Виктора Лютце. На митинге СА заверило Гитлера в своей лояльности, а Гитлер, в свою очередь, увеличил его размер, создав 24 новых штандартена (формирования, аналогичных полку). Несколько лет спустя, в 1934 году, Гитлер вознаградил Лютце за лояльность, назначив его командующим СА, вместо убитого во время Ночи длинных ножей Эрнста Рёма.

## Описание
Знак должен был увековечить данное событие и его участников. Для получения награды член партии должен был официально присутствовать на митинге. Знак носился на левой стороне формы. Был создан в двух вариантах. Первый был шириной 37 мм и длиной 50 мм; сверху был нацистский орел, а по внешнему краю — венок из дубовых листьев с бантом; внутри венка была надпись: «S—A Treffen Braunschweig 17./18. Oktober 1931». Второй имел такой же дизайн, но был шириной 37 мм и длиной 52 мм. Некоторые ранние значки были отчеканены из жести и имели серебристый цвет. Более поздние экземпляры были с жёстким реверсом и серого цвета. Разрешение на ношение значка должно было быть подтверждено старшим лидером партии СА или выше. Знак мог быть отозван штабсшефом СА или его заместителем.
В опубликованном в ноябре 1936 года Гитлером положении об орденах и наградах был утверждён порядок их ношения:
1. Почётный знак Кобург
2. Почётный партийный знак «Нюрнберг 1929»
3. Знак слёта СА в Брауншвейге
4. Золотой партийный знак НСДАП
5. Орден Крови
6. Знаки гау (территорий)
7. Золотой знак Гитлерюгенда[англ.][1][4]